# Rotfrukter
| Rotfrukter |
| --- |
| Morot är till sitt innehåll en rotknöl, till sin form en pålrot. - Betydelse – rötter, rotknölar eller stamknölar som används som mat - Exempel – maniok, morot, potatis, rädisa - Andra ord – rotsaker |

Rotfrukter eller rotsaker är ett vardagligt uttryck för hela rötter och rotdelar som används som livsmedel. Ofta inkluderas även rot- och stamknölar i begreppet. De är oftast odlade, men även många vilda rötter kan användas som mat.
Potatis, som är en stamknöl, är i bland annat Europa den överlägset mest konsumerade rotfrukten.

## Definition och varianter
Begreppen rotfrukt och rotsak är livsmedelsmässiga benämningar utan gemensam biologisk kategorisering. Orden syftar på de helt eller delvis underjordiska och ätliga växtdelarna hos vilda eller odlade växter. De flesta rotfrukterna som konsumeras av människor är odlade, men även många vilda växter har ätliga rotdelar som kan samlas in och konsumeras råa eller tillagade. Odling av rotfrukter har i regel ökat på storleken hos rotknölar och andra rotdelar.

### Generiska begrepp och rotfrukter
Förutom samlingsbenämningarna rotfrukt och rotsak finns andra mer eller mindre generiska benämningar för olika rotfrukter, beroende på ursprung eller användningsområde. Potatis, som är den mest producerade rotfrukten i bland annat Europa, har lett till sammansättningen sötpotatis.
Sopprötter är rotsaker som är vanligt förekommande i olika soppor, och de inkluderar bland annat morötter, kålrot och palsternacka. Även lök, kålrabbi och (rot)selleri kan ibland definieras som sopprötter, eftersom dessa runda eller köttiga växtdelar åtminstone delvis är underjordiska.
Innan potatisen slog igenom som föda i bland annat Sverige var olika slags rovor samt kålrot vanligt förekommande som basföda.

## Egenskaper och användning
Till fördelarna med rotfrukter är att de är billiga och har högt vitamin-, kostfiber- och mineralinnehåll. Dessutom kan de i bland annat Sverige vara "klimatvänliga", genom att de slipper importeras. Rotfrukter är också ofta lagringståliga.
Till nackdelarna hör att de ofta kräver lång tillagning, men tillagningstiden kan variera mycket mellan sorterna; mindre rotfrukter tar ofta kortare kortare tid att tillaga. Rotfrukter kan vara känsliga för både mögel och frost, vilket ställer krav på både skörd och lagring.
En del rotfrukter kan användas råa. Andra måste tillagas, på grund av giftämnen eller konsistens eller för att underlätta matsmältningen (detta gäller bland annat potatis). Ofta används rotfrukter för sin höga kolhydrathalt, som mos, stekta eller kokta. Vissa rotfrukter används snarare för sin smak, inklusive pepparrot (kryddigt stark) och sockerbeta (råvara för sockertillverkning).

## Betydelse
Växter använder ofta rötterna som näringslagring över vinter eller torrperiod. Det innebär att rötterna kan ha hög koncentration av sockerarter, stärkelse och andra näringsämnen. I den svenska "kostcirkeln" utgör rotfrukter en egen kategori, åtskild från de angränsande grönsakerna (växtdelar ovan jord), frukt och bär (ofta söta frukter hos en växt) och spannmålsprodukter (stärkelserika växtdelar ovan jord).
Rotfrukter utgör en viktig del i svensk husmanskost. Potatisen, som är en stärkelserik stamknöl, har en särställning bland rotfrukter i egenskap av svensk basföda under de senaste århundradena. I den svenska kostcirkeln markeras detta därför genom att gruppen ofta omnämns som "potatis och rotfrukter". Även kålrot, rödbetor, jordärtskocka och rotselleri är exempel på rotfrukter som är välkända inom svensk matlagning. 
Genom historien har rotfrukter haft en stor betydelse för folkhushållningen. Människan delar intresset för ätliga underjordiska växtdelar med vildsvin och många andra djur som kan gräva upp eller böka fram rötter och andra rotdelar ur växtligheten. Sötpotatis, maniok, jams och taro är rotfrukter som fungerat som basföda för befolkningen i stora delar av den varmare delen av planeten, medan potatis fått en liknande ställning i många delar av världen med tempererat klimat.

### Produktion
År 2017 var världsproduktionen av rotfrukter drygt 900 miljoner ton; detta utgjorde en tiondel av alla producerade vegetabiliska matvaror. Den mest odlade rotfrukten var då potatis, som bland alla vegetabiliska matvaror hamnar på femte plats – efter sockerrör, majs, vete och ris. Den mest odlade tropiska rotfrukten är maniok, och därefter kommer sötpotatis.
| Rotfrukter           | 2017 Mton     | Andel         | 2008 Mton     | Ändring |
| Potatis              | 388           | 42%           | 329           | 18%     |
| Maniok               | 292           | 31%           | 230           | 27%     |
| Sötpotatis           | 113           | 12%           | 107           | 6%      |
| Jams                 | 73            | 8%            | 53            | 38%     |
| Morötter             | 43            | 5%            | 34            | 26%     |
| Rotfrukter diverse   | 11            | 1%            | 9             | 18%     |
| Taro                 | 10            | 1%            | 12            | –16%    |
| Cikoriarot           | 0,5           | 0,1%          | 0,7           | –26%    |
| Cocoyam, yatiarot    | 0,4           | 0,0%          | 0,5           | –12%    |
| Övriga rotfrukter *) | 11            | 1,1%          | 9,0           | 18%     |
| Summa rotfrukter     | 930           | 100%          | 784           | 19%     |
| Världens befolkning  | 7,6 miljarder | 7,6 miljarder | 6,7 miljarder | 11%     |

*) Arracacha (Arracacia xanthorrhiza), arrowrot (Maranta arundinacea), chufa (Cyperus esculentus), sagopalm (Metroxylon spp.), oca och ulluko (Oxalis tuberosa och Ullucus tuberosus), jamsbönrot (Pachyrxhizus erosus, P. angulatus), mashua (Tropaeolum tuberosum); jordärtsskocka, topinambur (Helianthus tuberosus).

## Etymologi
Ordet rotfrukt finns i svensk skrift sedan 1754. Rotsak finns noterat i svensk skrift sedan 1770.

## Rotfrukter i urval

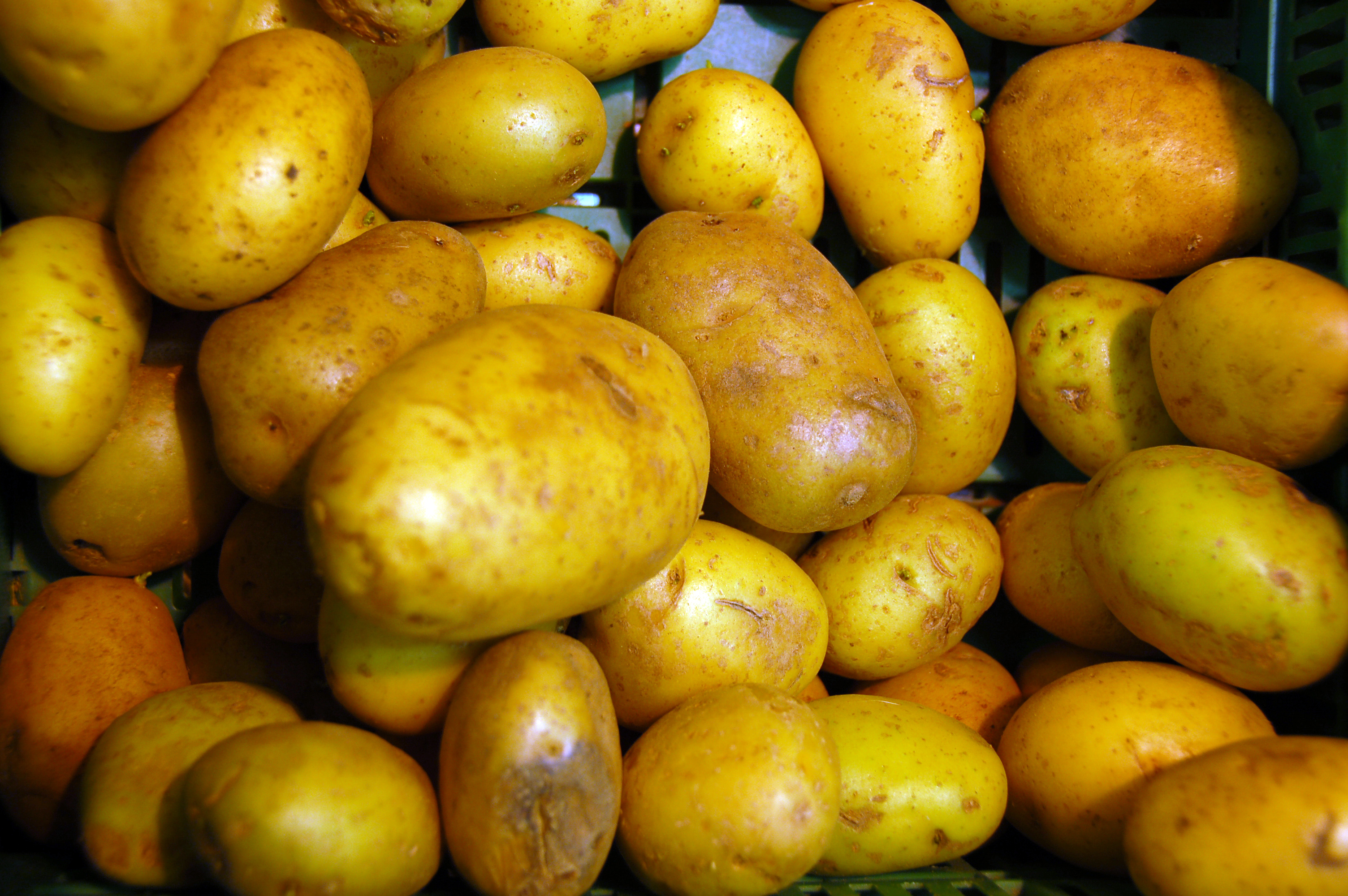
Potatis är en typisk rotfrukt.

### Tempererad odling
- Jordärtskocka
- Knölkrasserot
- Kålrabbi
- Kålrot
- Majrova
- Morot
- Oca
- Palsternacka
- Pepparrot
- Persiljerot
- Potatis
- Rotselleri
- Rädisa
- Rättika
- Rödbeta
- Sockerbeta
- Svartrot

### Tropisk odling
- Jams
- Maniok
- Sötpotatis
- Taro